# 黃鷗波
黃鷗波（1917年4月4日—2003年8月26日），本名黃寬和，台灣嘉義人， 戰後時期膠彩畫家。

## 生平

### 童年與求學
1917年（大正6年）生於嘉義街 ，幼從雙親啟蒙，祖父黃丕惠是前清秀才，父親黃清渠是儒學之士，年幼時承家學源，學習四書、五經。7歲時父親任職斗南庄役場（鄉公所）書記，到斗南公學校就讀，接觸到不同於私塾的新式教育，其中有圖畫課。1929年，就讀嘉義工業學校，課餘從林植卿及賴雨若學習諸子百家及詩文，奠定扎實國學基礎。

### 赴日求學及派至揚州任翻譯官
1937年，20歲赴日求學，進入東京川端畫學校，以半工半讀的方式完成學業，時亦投詩於《詩報》，三年畢業後，則在東京從事雜誌社美術設計工作。
1943年，他被日本政府徵調派往揚州擔任翻譯官。

### 返回臺灣及參與省展
1946年，返台後回到嘉義參與第一屆「台灣省全省美術展覽會」，以一幅《秋色》獲得特選，開始活躍於台灣畫壇，積極參與美術推廣，加入「春萌畫會」及「鷗社畫會」，融入嘉義藝文界。
此後，第四、六、七、八、九、十一屆省展皆獲獎，其後為避免師生同科競展及國畫論爭，就未再參展；一直到第二十六屆（1972年）和第三十四屆（1979年）才兩度以受邀身份參展。他在後期多次獲邀擔任評審委員。

### 創辦青雲畫會
1948年，黃鷗波移居台北。10月，與省展第一屆參展相識的畫友呂基正、許深州、金潤作共同創辦了「青雲畫會」，並且邀請王逸雲、盧雲生、徐藍松等3人加入。1949年9月下旬舉辦了第一屆展覽，後續又增邀廖德政、鄭世璠、顏雲連、溫長順、張義雄等人，共計會員12名。
1949年，於開南商工教國文，妻賴氏亦創設東洋裁補習班。1950年，在師大附中擔任美術老師。

### 創辦美術班
1951年，開設當年唯一政府立案的「新光美術補習班」。持續14年的美術補習班，培育出許多優秀的年輕藝術家。弟子有汪汝同、池伯成、呂義濱、楊錦城、陳恭平、賴添雲、劉耕谷等，先後入選省展或獲獎。
1952年，在國立藝專擔任美術老師。

### 創辦長流畫會及綠水畫會
1971年，有鑒於當時政府希望廢除台灣全省美展國畫第二部（膠彩畫部），由林玉山與被停聘的評審委員林之助、陳慧坤、陳進、許深州、蔡草如及黃鷗波等7人，籌組「長流畫會」。黃鷗波擔任第一屆總幹事。
1972年11月30日在台北市省立博物館展出第一屆長流畫展，此後每年連續舉辦，至第九次（1980年）展覽後停止活動。
1972年底協助長子黃承志創辦長流畫廊，於2003年在桃園發展為「長流美術館」。
1990年，林山、陳進、郭雪湖、陳慧坤、黃鷗波、許深洲等人發起籌組「綠水畫會」，推黃鷗波為會長，網羅青壯輩畫家加入。1999年，擔任臺灣瀛社詩學會會長。
2003年8月26日，黃鷗波病逝，享壽86歲。

## 省展經歷
- 國畫部1屆特選，2屆無鑑查，3、4、5、7、10、17屆入選，4、9屆文協獎，6、8、11屆教育會獎，34屆邀請參加
- 國畫二部26屆邀請參加，35、36屆評審委員
- 膠彩畫部37、39、40、41、44屆評審委員，38、42、43、45、46屆邀請作家，47、48、49、50、51、52、53、54、55、56屆評議委員，57屆顧問[4]

## 回顧展與紀念展
- 1997年：「八十歲回顧展」，臺灣省美術館舉辦，並出版刊專集《黃鷗波八十回顧展》。
- 2003年11月5日－11月30日：「黃鷗波紀念展」，嘉義文化中心。
- 2006年9月22日至10月29日：「黃鷗波紀念展」，國立歷史博物館。
- 2013年8月10日至9月4日：「詩情畫意─黃鷗波逝世十週年紀念展」，長流美術館。
- 2013年3月27日至6月15日：「儒風薰染─黃鷗波藝術紀念展」，台灣創價學會。
- 2017年4月19日至5月14日：「黃鷗波．黃賴玉嬌百週年紀念展」，長流美術館策。